# 岩溪公園 (華盛頓哥倫比亞特區)
岩溪公園是美國華盛頓哥倫比亞特區西北區的一個自然區域與公園，公园是由国会在1890年通过法案创建的，由美國國家公園管理局管理。

## 概觀

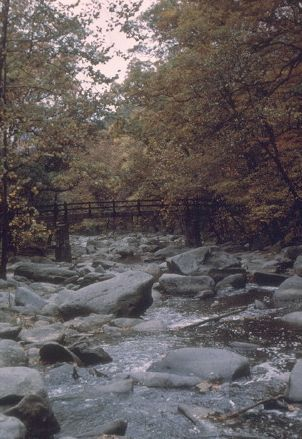
岩溪

公園主要區域為沿著岩溪河谷的1754 英畝 (2.74 平方英里／7.10 平方公里)土地，加上其他由本公園管理的綠地與公園 ，總共有超過 2000 英畝(3 平方英里／8 平方公里)的土地。公園主要區域位於美國國家動物園北方，於1890年由班傑明·哈里森總統簽署的法案，與優勝美地國家公園於同年成立。 公園於1897年開始動工建築。

### 休閒設施

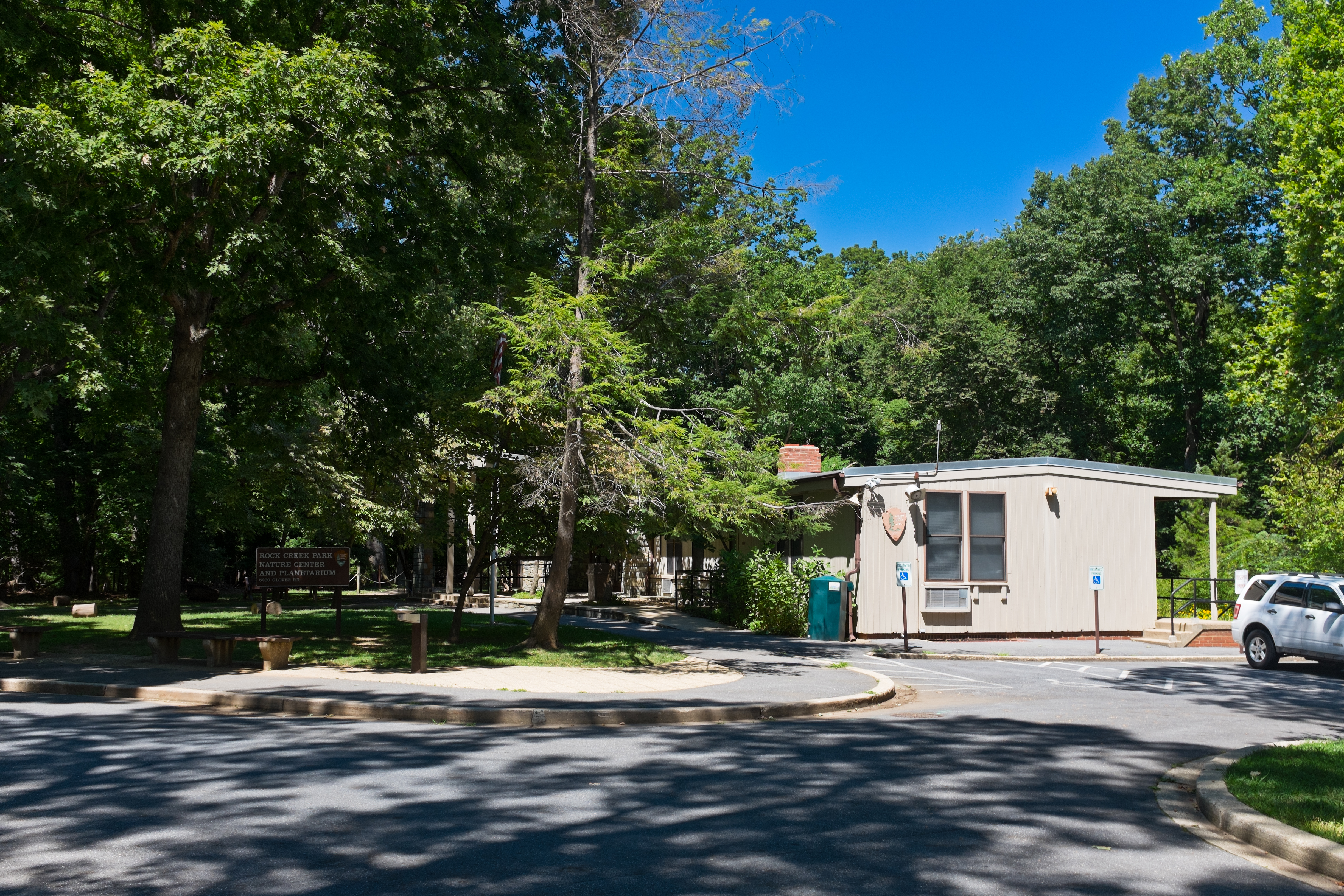
岩溪自然中心與植物園

本公園有高爾夫球場、馬術場、運動設施（包括網球場）、自然中心與植物園、野餐場地與遊戲場等。此外尚有一些文史展點，包括美國內戰期間的堡壘。

## 馬術中心
岩溪馬術中心成立於1972年，位於公園中央，自然中心附近。

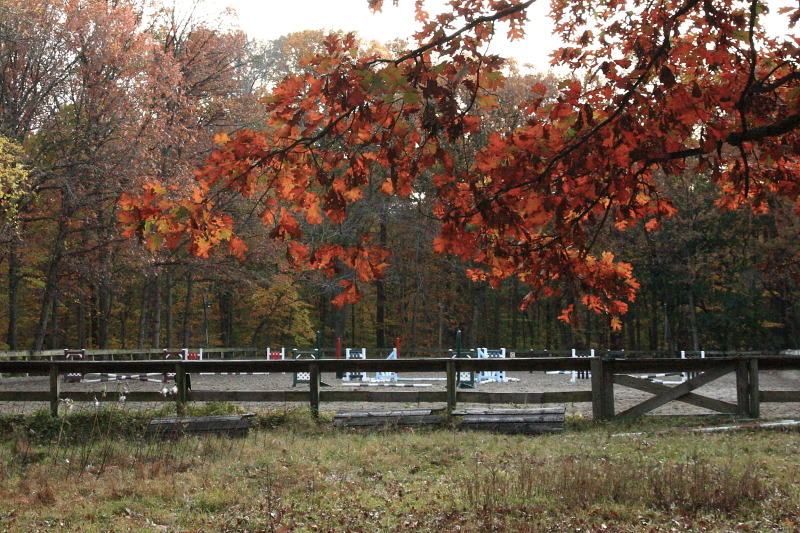
岩溪公園的室外馬場

## 外部連結
- National Park Service: Rock Creek Park （页面存档备份，存于）
  - Battleground National Cemetery （页面存档备份，存于）
  - Meridian Hill Park （页面存档备份，存于）
  - Montrose and Dumbarton Parks （页面存档备份，存于）
  - The Old Stone House （页面存档备份，存于）
  - Peirce Mill （页面存档备份，存于）
- Dumbarton Oaks （页面存档备份，存于）
- Friends of Peirce Mill （页面存档备份，存于）
- Rock Creek Conservancy （页面存档备份，存于）
- Rock Creek Park （页面存档备份，存于） Documentary produced by WETA-TV